# Alfred Duggan
Alfred Duggan (nato Alfredo León Duggan) (Buenos Aires, 1903 – 1964) è stato uno storico, archeologo e scrittore inglese di grande successo negli anni 1950.
Nato in una famiglia argentina di ricchi possidenti terrieri di origine britannica e statunitense, la famiglia di Duggan si trasferì in Inghilterra quando Alfred aveva due anni. Scrisse romanzi e saggi. I suoi romanzi sono noti per avere delle solide basi storiche, e scrisse anche delle storie popolari sull'antica Roma e sul Medioevo.
Negli anni 1930 condusse degli scavi ad Istanbul. Nel 1946 scrisse il suo primo romanzo, Knight With Armour; grazie alla sua professione di archeologo, Duggan poté visitare praticamente tutti i luoghi descritti nel romanzo.

## Opere

### Romanzi storici
- Knight with Armour (1946)
- Conscience of the Kin (1951)
- The Little Emperors (1951)
- Lady for Ransom (1953)
- Leopards and lilies (1954)
- God and My Right (1955)
- Winter Quarters (1956)
- Devil's Brood: The Angevin Family (1957)
- Three's Company (1958)
- Children of the Wolf (1959)
- Founding Fathers (1959)
- The Cunning of the Dove (1960)
- The King of Athelney (1961)
- The Right Line of Cerdic (1961)
- Lord Geoffrey's Fancy (1962)
- Besieger of Cities (1963)
- Family Favourites (1963)
- Count Bohemond (1964)
- The Romans (1965)
- Castles (1969)
- Elephants and Castles (1973)
- Alfred the Great (2005)
- Sword of Pleasure (2006)

### Saggi
- Thomas Becket of Canterbury (1952)
- Julius Caesar: A Great Life in Brief (1955)
- My Life for My Sheep: Thomas a Becket (1955)
- He Died Old. Mithradates Eupator, King of Pontus (1958)
- Look At Castles (1960)
- The Castle Book (1961)
- Look At Churches (1961)
- Growing Up in Thirteenth Century England (1962)
- The Story of the Crusades 1097-1291 (1963)
- Growing up with the Norman Conquest (1965)
- The Falcon And the Dove: A Life of Thomas Becket of Canterbury (1971)